# Pützlohn

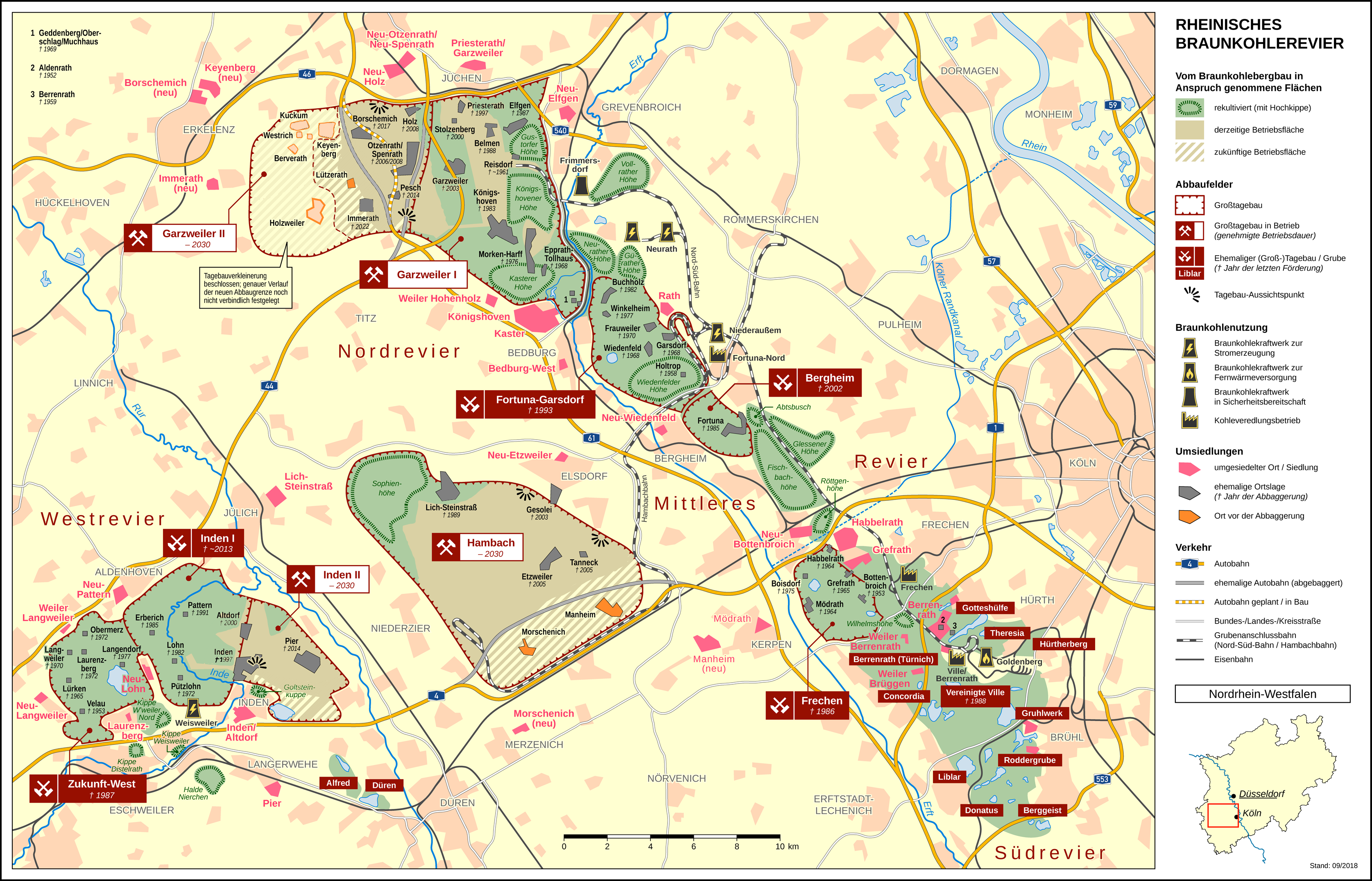
Lage des ehemaligen Ortes Pützlohn im Rheinischen Braunkohlerevier

Pützlohn war ein nördlicher, abgebaggerter Stadtteil Eschweilers einen Kilometer südöstlich von Lohn.
Pützlohn gehörte zur Gemeinde und zum Kirchspiel Lohn vor der Eingemeindung – auch postalisch fiel es unter „5181 Lohn / über Eschweiler“. Von 1962 bis 1972 wurde die Umsiedlung der rund 160 Bewohner durchgeführt, bevor 1975 mit der Abbaggerung begonnen wurde. Auf den Ort weist heute noch der „Pützlohner Hof“ und die „Pützlohner Straße“ im Stadtteil Neu-Lohn hin.
Mitte 1981 wurden bei Grabungen Grubenhäuser sowie Kannen, Becher und Kugeltöpfe Pingsdorfer Machart gefunden.

## Etymologie von „Pütz“
Der Name „Pützlohn“ ist zusammengesetzt aus „Pütz“ und dem Ortsnamen „Lohn“: „Pütz“ ist eine Flurbezeichnung und einer der zwölf häufigsten Familiennamen in Eschweiler. Der Flurname kommt von mitteldeutsch „putze“, „pütte“, mittelniederdeutsch „putte“ und bedeutet „Lache“, „Pfütze“. Das Eschweiler Mundartwörterbuch (2003) listet „Pöts“ (= Brunnen, Wasserstelle, Wasser) in beispielsweise „Di Brouereije en os Schtat hode fas al ene eeje Pöts em Käle.“ (= Die Brauereien in unserer Stadt hatten fast alle einen eigenen Brunnen im Keller.) sowie heute veraltet „Pötsämel“ (= Brunnen–, Wassereimer) und pötsdön (= so dünn wie Wasser) auf. Vgl. deutsch „Pfütze“, mittelhochdeutsch „pfütze“, althochdeutsch „puzza“, niederländisch „put“, englisch „pit“, dänisch „pyt“, französisch „puits“, spanisch „poza“, „pozo“ und italienisch „pozza“, „pozzo“, welche „Brunnen“ und/oder „Wasserlache“ und/oder „Grube“ bedeuten. Angenommen wird lateinisch „puteus“ (= Brunnen) als Grundform.
Die Straße „Am Pütt“ im Stadtteil Pumpe-Stich erinnert an den Bergbau und die dortige Grube Centrum mit der bergmännischen Bedeutung von „Pütt“ (= Grube).
Auf eine Wasserstelle bzw. einen Schöpf- oder Ziehbrunnen weist die Flur- und Straßenbezeichnung „Pützfeldchen“ im Stadtteil Kinzweiler hin.